# 昆都士省
昆都士省（波斯語：د کندوز ولايت）是阿富汗34個省份之一，位於阿富汗北部，與塔吉克斯坦接壤。昆都士省人口約953,800人，是多民族聚居地，主要為部落社會。昆都士省省會是昆都士。
昆都士省幾乎都是由昆都士河谷組成。昆都士河不定時由南而北流入阿姆河，後者形成了阿富汗與塔吉克斯坦的邊界。謝爾罕班達設有一條新建橋樑跨過阿姆河。昆都士河和阿姆河等本身、其支流以及衍生的運河十分發達，因此以農業為主的昆都士省皆以這些河流作為灌溉。
1. ↑  .   [2019-04-09]. （原始内容存档于2022-10-06）.